# Micpe Kramim
Micpe Kramim (hebrejsky מצפה כרמים, doslova „Vyhlídka na vinice“) je izraelská osada neoficiálního charakteru (tzv. outpost) u osady Kochav ha-Šachar na Západním břehu Jordánu v Oblastní radě Mate Binjamin.

## Geografie
Nachází se v nadmořské výšce cca 530 metrů na východním okraji hornatého hřbetu Samařska, který dál k východu prudce klesá do příkopové propadliny Jordánského údolí, kam odtud vede mj. kaňon vádí Nachal Jitav. Leží cca 22 kilometrů severovýchodně od historického jádra Jeruzalému, cca 15 kilometrů severovýchodně od Ramalláhu a cca 55 kilometrů východně od centra Tel Avivu.
Vesnice je na dopravní síť Západního břehu Jordánu napojena pomocí místní komunikace, která vede k západu do mateřské osady Kochav ha-Šachar a za ní se pak napojuje na silnici 458 (tzv. Alonova silnice), jež probíhá po jejím západním okraji.
Micpe Kramim leží v řídce osídlené okrajové části Samařska, kde dominují nevelké židovské osady. 1 kilometr západním směrem leží mateřská osada Kochav ha-Šachar, 3 kilometry na jihovýchod je to osada Rimonim.

## Dějiny
Osada vznikla v dubnu 1999. Původní lokalita se ale nacházela o něco jižněji. V roce 2000 byla osada přesunuta do stávající polohy. Jde o komunitu stoupenců náboženského sionismu. Většina obyvatel dojíždí za prací do Jeruzaléma. Obecní a školské služby jsou dostupné ve vedlejší vesnici Kochav ha-Šachar. Přimo v Micpe Kramim je k dispozici synagoga, společenský klub, plánuje se výstavba basketbalového hřiště.
Zpráva organizace Mír nyní z roku 2007 uvádí, že téměř 88 % osady stojí na pozemcích v soukromém vlastnictví Palestinců. V roce 2011 byla k izraelským soudům podána petice údajných palestinských majitelů zdejších pozemků. Generální prokurátor Izraele Jehuda Weinstein později doporučil osadu vyklidit. V roce 2015 ale premiér Benjamin Netanjahu a ministr obrany Moše Ja'alon evakuaci osady odmítli. Ja'alon zpochybnil autenticitu palestinských pozemkových dokumentů a navrhl, že v případě jejich potvrzení by měli být stěžovatelé odškodněni finančně, nikoliv fyzickým navrácením pozemků. K trvalému oficiálnímu uznání právního statusu Micpe Kramim ze strany vlády ale zatím nedošlo.

## Demografie
Přesně údaje o počtu obyvatel nejsou k dispozici, protože nejde o oficiálně samostatnou obec, byť fakticky má Micpe Kramim samostatné členství v Oblastní radě Mate Binjamin. Roku 2007 je tu uváděno 52 trvale bydlících obyvatel. Internetový portál Oblastní rady Mate Binjamin zde eviduje 32 rodin.